# Florian Kettemer
Florian Kettemer (* 10. Juni 1986 in Kaufbeuren) ist ein ehemaliger deutscher Eishockeyspieler, der im Verlauf seiner aktiven Karriere zwischen 2004 und 2020 unter anderem 580 Spiele für die Augsburger Panther, Adler Mannheim, den EHC Red Bull München und Eisbären Berlin in der Deutschen Eishockey Liga (DEL) auf der Position des Verteidigers bestritten hat. Mit dem EHC Red Bull München gewann Kettemer zwischen 2016 und 2018 dreimal in Folge die Deutsche Meisterschaft.

## Karriere
Seinen ersten Einsatz in der 2. Bundesliga in der Saison 2004/05 hatte Kettemer schon im Alter von 17 Jahren für seinen Heimatverein, den ESV Kaufbeuren. Bis zum Abstieg des ESVK in der Saison 2006/07 spielte Kettemer weiterhin für Kaufbeuren, bis er zur Saison 2007/08 zum EHC München wechselte, für den er auch in der Spielzeit 2008/09 auflief. Kettemer überzeugte die Fans durch seine Abgeklärtheit in der Defensive und bewies außerdem seinen Spielwitz in der Offensive, wodurch er von den EHC-Fans zum Spieler des Monats Oktober 2009 gewählt wurde. Er lief dort mit der Rückennummer 69 auf, außerdem besaß er eine Förderlizenz bei den Augsburger Panthern, zu denen er zur Saison 2009/10 dann auch wechselte. Im Rahmen des Deutschland Cup im November 2010 bestritt er sein erstes Länderspiel für die deutsche Nationalmannschaft.
Von 2011 bis 2014 spielte Kettemer für den DEL-Verein Adler Mannheim. Danach wechselte er zurück nach München und blieb dort bis zum Ende der DEL-Saison 2017/18. Dabei gewann er mit den Roten Bullen dreimal in Folge den Deutschen Meistertitel. Da er in München im Sommer 2018 keinen neuen Vertrag erhielt, wechselte er innerhalb der DEL zu den Eisbären Berlin.

### International
Mit der deutschen U20-Nationalmannschaft nahm Kettemer an der U20-Junioren-Weltmeisterschaft 2006 der Division I teil, bei der der Aufstieg in die Top-Division gelang. In fünf Partien blieb der Verteidiger dabei punktlos. Für die A-Nationalmannschaft nahm Kettemer an keinem großen internationalen Turnier teil, sondern bestritt lediglich Freundschaftsspiele und nahm an den Austragungen des Deutschland Cups der Jahre 2010, 2013 und 2014 teil.

## Erfolge und Auszeichnungen
| - 2010 Deutscher Vizemeister mit den Augsburger Panthern - 2012 Deutscher Vizemeister mit den Adler Mannheim - 2016 Deutscher Meister mit dem EHC Red Bull München | - 2017 Deutscher Meister mit dem EHC Red Bull München - 2018 Deutscher Meister mit dem EHC Red Bull München |

### International
- 2006 Aufstieg in die Top-Division bei der U20-Junioren-Weltmeisterschaft der Division I

## Karrierestatistik

### International
Vertrat Deutschland bei:
- U20-Junioren-Weltmeisterschaft der Division I 2006

(Legende zur Spielerstatistik: Sp oder GP = absolvierte Spiele; T oder G = erzielte Tore; V oder A = erzielte Assists; Pkt oder Pts = erzielte Scorerpunkte; SM oder PIM = erhaltene Strafminuten; +/− = Plus/Minus-Bilanz; PP = erzielte Überzahltore; SH = erzielte Unterzahltore; GW = erzielte Siegtore; 1 Play-downs/Relegation; Kursiv: Statistik nicht vollständig)